# Евенкски език
Евенкският език е най-разпространеният от северната група на тунгуските езици. Според преброяването в Русия от 2002 е говорен от 7584 души.
Речниковият състав и граматическите морфеми са доста различни от тези в монголските езици и тюркските езици. Езикът е силно повлиян от якутския и бурятския език. Влиянието на руския език е също значително.
Използва писменост на основа на кирилицата.